# Eupithecia vinaceata
Eupithecia vinaceata är en fjärilsart som beskrevs av Fletcher 1956. Eupithecia vinaceata ingår i släktet Eupithecia och familjen mätare. Inga underarter finns listade i Catalogue of Life.